# Sportakadiemkłub Moskwa
Sportakadiemkłub Moskwa (ros. «Спортакадемклуб» Москва) – rosyjski klub piłkarski z Moskwy.

## Historia
Chronologia nazw:
- 1992—1996: Maszynostroitiel Siergijew Posad («Машиностроитель» Сергиев Посад)
- 1997—...: Sportakadiemkłub Moskwa («Спортакадемклуб» Москва)

Piłkarska drużyna Maszynostroitiel została założona w 1992 w mieście Siergijew Posad, w obwodzie moskiewskim i reprezentowała zakład budowy maszyn. 
Na początku zespół występował w rozgrywkach amatorskich, a w 1994 debiutował w Trzeciej Lidze.
W końcu 1996 zakład budowy maszyn odmówił sponsorowania. Pomoc przyszła od kierownictwa Rosyjskiej Państwowej Akademii Kultury Fizycznej, wychowankowie której występowali w klubie.
Klub zmienił nazwę na Sportakadiemkłub i przeniósł się do Moskwy.
Od 1998 klub występował w Drugiej Dywizji, a w 2008 zmagał się w Pierwszej Dywizji. W 2009 został zdegradowany do rozgrywek amatorskich.

## Osiągnięcia
- 15 miejsce w Rosyjskiej Pierwszej Dywizji:

2008
- 1/32 finału w Pucharze Rosji:

2009